# Drôme
Drôme (wymowaⓘ) – francuski departament położony w regionie Owernia-Rodan-Alpy. Utworzony został podczas rewolucji francuskiej 4 marca 1790. Departament oznaczony jest liczbą 26.
Według danych na rok 2010 liczba zamieszkującej departament ludności wynosi 484 715 os. (74 os./km²); powierzchnia departamentu to 6530 km². Ośrodkiem administracyjnym (prefekturą) i największym miastem departamentu jest Valence. 
W 2023 roku w skład departamentu wchodziły 363 gminy (lista).

## Miejscowości
Największe miejscowości departamentu (w nawiasach liczba ludności w 2021 roku):

- Valence (64 483)
- Montélimar (40 399)
- Romans-sur-Isère (32 911)
- Bourg-lès-Valence (19 581)
- Pierrelatte (13 799)
- Portes-lès-Valence (10 422)
- Bourg-de-Péage (9578)
- Livron-sur-Drôme (9298)
- Saint-Paul-Trois-Châteaux (8758)
- Crest (8756)
- Saint-Rambert-d’Albon (6913)
- Chabeuil (6873)
- Nyons (6771)
- Loriol-sur-Drôme (6619)
- Saint-Marcel-lès-Valence (6252)
- Chatuzange-le-Goubet (6227)
- Tain-l’Hermitage (5958)
- Donzère (5952)
- Étoile-sur-Rhône (5526)
- Die (4803)
- Montélier (4306)
- Saint-Donat-sur-l’Herbasse (4255)
- Beaumont-lès-Valence (4201)
- Anneyron (4136)
- Saint-Vallier (4050)
- Châteauneuf-sur-Isère (4038)
- Pont-de-l’Isère (3648)
- La Roche-de-Glun (3478)
- Mours-Saint-Eusèbe (3385)
- Malissard (3271)
- Dieulefit (3230)